# العلاقات النيوزيلندية الميكرونيسية
العلاقات النيوزيلندية الميكرونيسية هي العلاقات الثنائية التي تجمع بين نيوزيلندا وولايات ميكرونيسيا المتحدة.

## مقارنة بين البلدين
هذه مقارنة عامة ومرجعية للدولتين:
| وجه المقارنة                                              | نيوزيلندا                                              | ولايات ميكرونيسيا المتحدة |
| --------------------------------------------------------- | ------------------------------------------------------ | ------------------------- |
| المساحة (كم2)                                             | 268.02 ألف                                             | 702                       |
| عدد السكان (نسمة)                                         | 4.24 مليون                                             | 105.54 ألف                |
| الكثافة السكانية (ن./كم²)                                 | 15.82                                                  | 15.03 ألف                 |
| العاصمة                                                   | ويلينغتون، أوكلاند                                     | باليكير                   |
| اللغة الرسمية                                             | لغة إنجليزية، اللغة الماورية، لغة الإشارة النيوزيلندية | لغة إنجليزية              |
| العملة                                                    | دولار نيوزيلندي، الجنيه النيوزيلندي                    | دولار أمريكي              |
| الناتج المحلي الإجمالي (بليون دولار)                      | 205.85 مليار                                           | 336.43 مليون              |
| الناتج المحلي الإجمالي (تعادل القوة الشرائية) بليون دولار |                                                        | 365.27 مليون              |
| الناتج المحلي الإجمالي الاسمي للفرد دولار أمريكي          |                                                        | 3.02 ألف                  |
| الناتج المحلي الإجمالي للفرد دولار أمريكي                 |                                                        |                           |
| مؤشر التنمية البشرية                                      | 0.914                                                  | 0.640                     |
| رمز المكالمات الدولي                                      | +64                                                    | +691                      |
| رمز الإنترنت                                              | .nz                                                    | .fm                       |
| المنطقة الزمنية                                           | ت ع م+13:00، ت ع م+12:00                               |                           |

## منظمات دولية مشتركة
يشترك البلدان في عضوية مجموعة من المنظمات الدولية، منها:
| علم المنظمة | اسم المنظمة                               | تاريخ انضمام نيوزيلندا | تاريخ انضمام ولايات ميكرونيسيا المتحدة |
| ----------- | ----------------------------------------- | ---------------------- | -------------------------------------- |
|             | منظمة حظر الأسلحة الكيميائية              | ?                      | ?                                      |
|             | البنك الدولي للإنشاء والتعمير             | 31 أغسطس 1961          | 24 يونيو 1993                          |
|             | المركز الدولي لتسوية المنازعات الاستشارية | 2 مايو 1980            | 24 يوليو 1993                          |
|             | الأمم المتحدة                             | 24 أكتوبر 1945         | 17 سبتمبر 1991                         |
|             | بنك التنمية الآسيوي                       | 1966                   | 1990                                   |
|             | يونسكو                                    | 4 نوفمبر 1946          | 19 أكتوبر 1999                         |
|             | وكالة ضمان الاستثمار متعدد الأطراف        | 22 أبريل 2008          | 11 أغسطس 1993                          |
|             | مؤسسة التنمية الدولية                     | 1 أكتوبر 1974          | 24 يونيو 1993                          |
|             | مؤسسة التمويل الدولية                     | 31 أغسطس 1961          | 24 يونيو 1993                          |
|             | الاتحاد الدولي للاتصالات                  | 3 يونيو 1878           | 18 مارس 1993                           |

## وصلات خارجية
- موقع وزارة الخارجية النيوزيلندية